# عبد الرزاق كامارا
عبد الرزاق كامارا (بالفرنسية: Abdoul Razzagui Camara)‏ (مواليد 20 فبراير 1990) هو لاعب كرة قدم غيني يلعب حاليًا لصالح نادي أنجيه الفرنسي.

## ألقاب

### النادي
رين
- كأس غامبارديلا: 2008

## روابط خارجية
- عبد الرزاق كامارا على موقع رابطة كرة القدم الفرنسية للمحترفين (الإنجليزية)
- عبد الرزاق كامارا على موقع قاعدة بيانات كرة القدم.إي يو (الإنجليزية)
- عبد الرزاق كامارا على موقع ناشيونال فوتبول تيمز (الإنجليزية)
- عبد الرزاق كامارا على موقع Soccerbase.com (لاعب) (الإنجليزية)
- عبد الرزاق كامارا على موقع Soccerway.com (الإنجليزية)
- عبد الرزاق كامارا على موقع AS.com (الإسبانية)
- صفحة اللاعب على موقع نادي رين
- كامارا في تشكيلة غينيا